# Caulacanthus ustulatus
Espèce
Caulacanthus ustulatus est une espèce d'algues rouges de la famille des Caulacanthaceae. 
Originellement décrite par Dawson Turner en Espagne, cette espèce a ensuite été observée en différents endroits, révélant une vaste répartition géographique : océans Pacifique et Atlantique à l’exception des côtes orientales des Amériques. Les populations plus récemment (1988) trouvées en Bretagne où elles sont devenues invasives, résultent toutefois d’une introduction à partir du Pacifique.

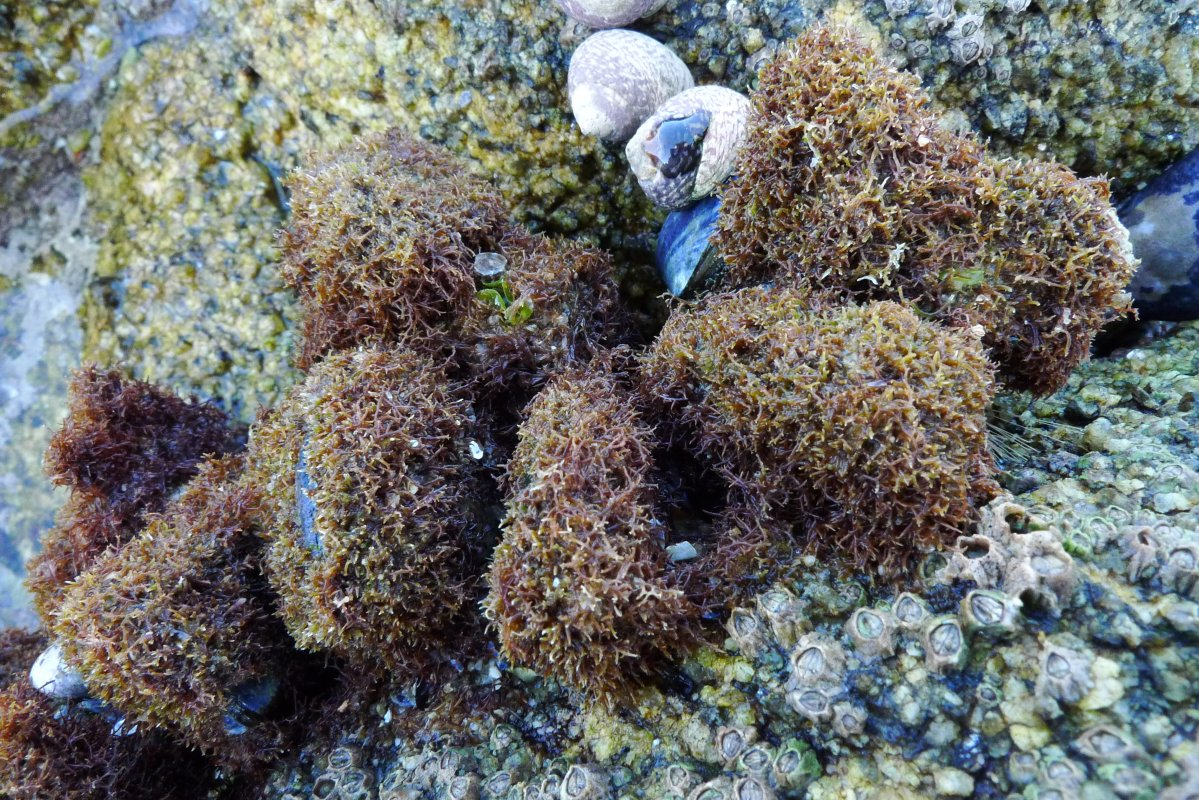
Caulacanthus ustulatus s’installe régulièrement sur les coquilles d’invertébrés marins, ici des moules.